# U-Bahnhof Naturkundemuseum

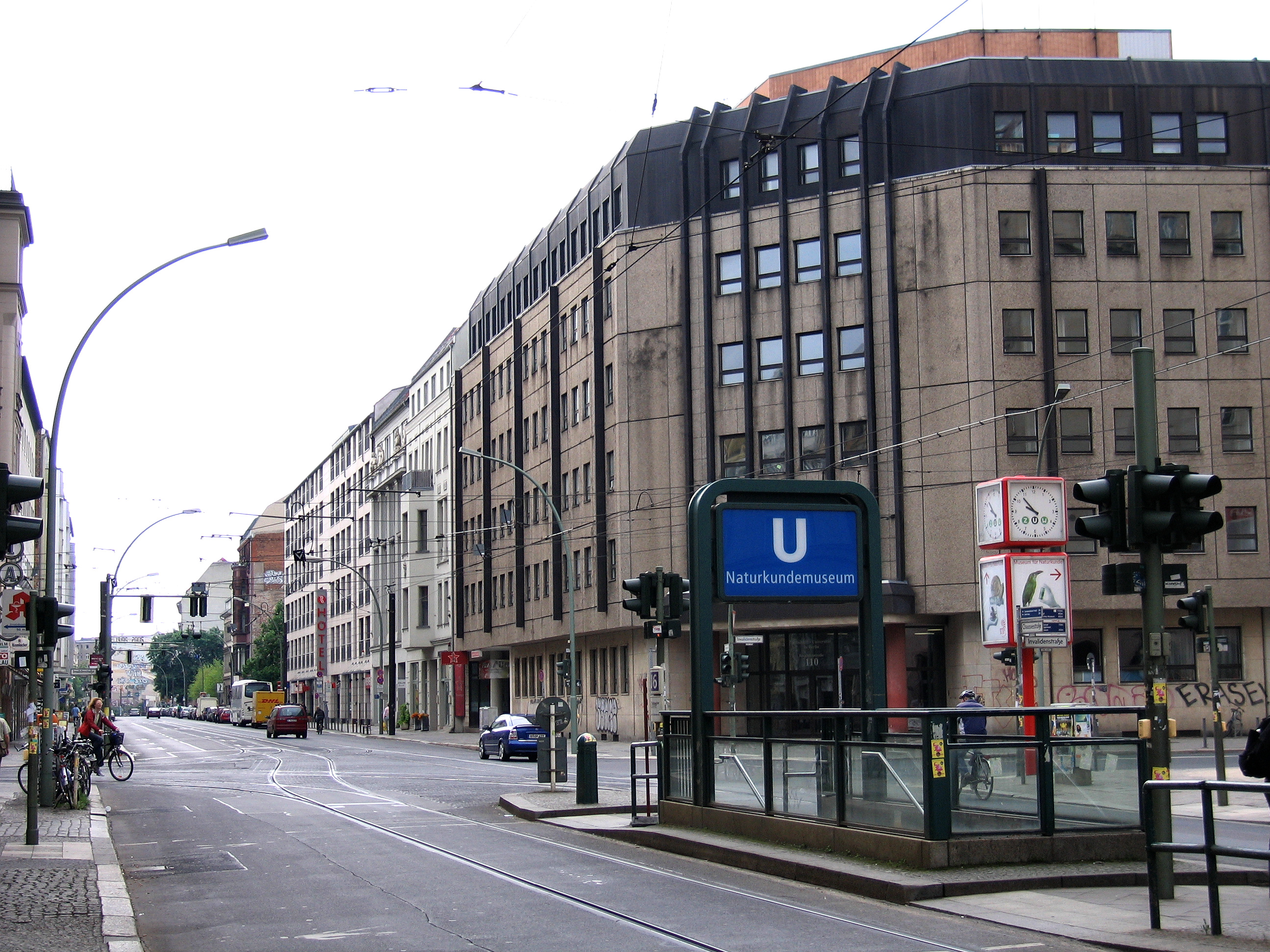
Bahnhofseingang in der Chausseestraße

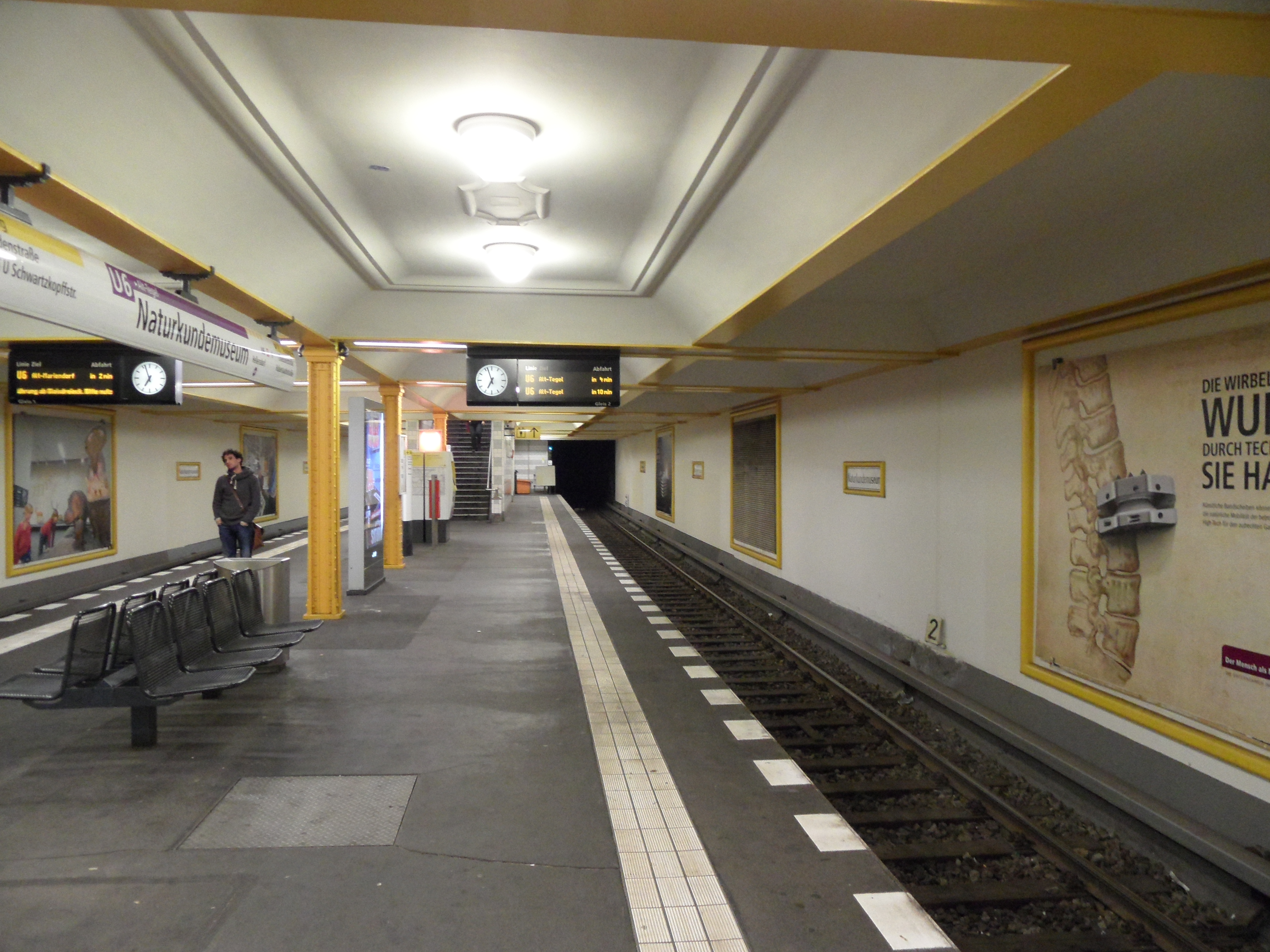
Bahnsteig

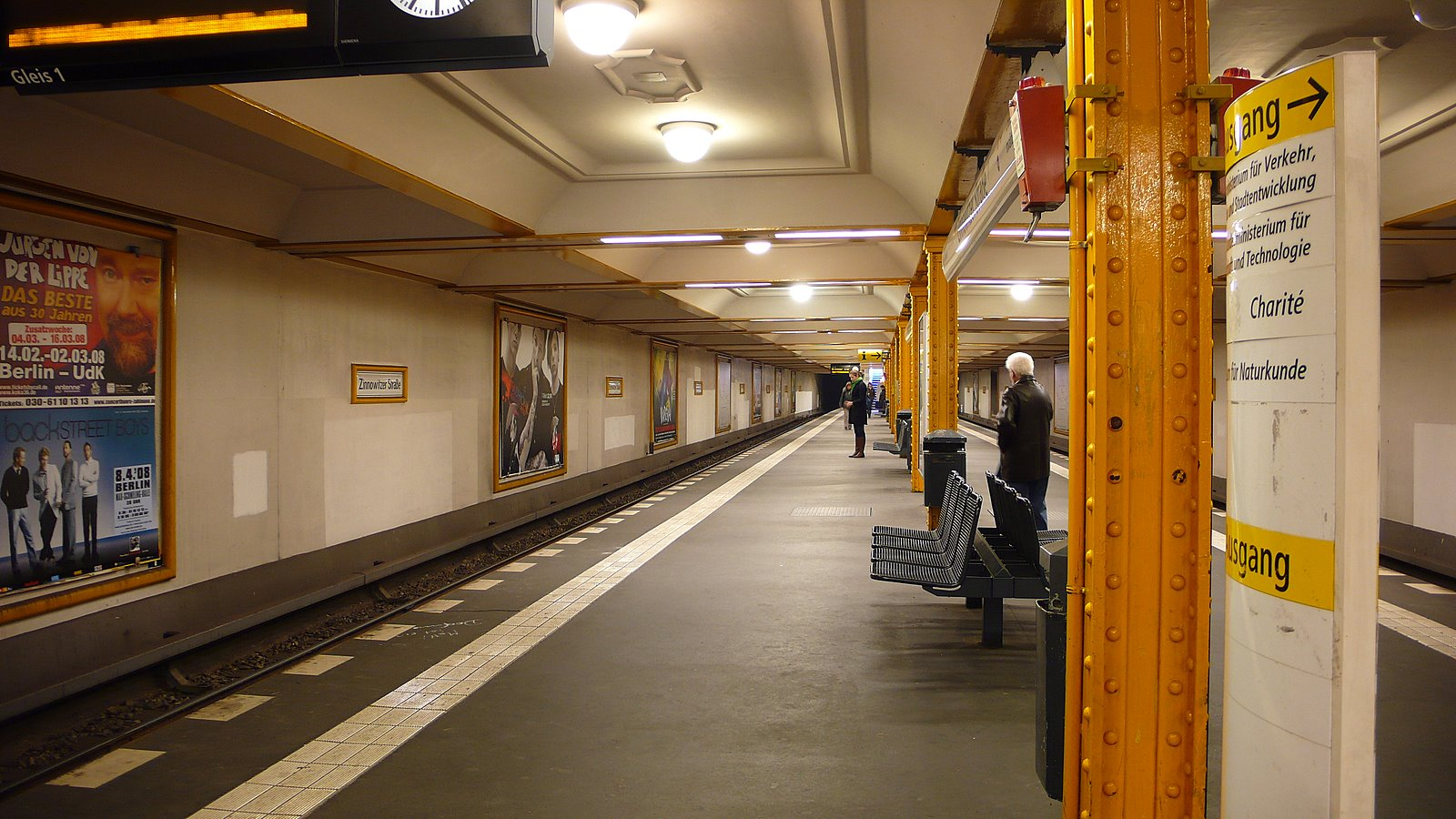
Bahnsteig vor der Umbenennung

Der U-Bahnhof Naturkundemuseum (1923–1951: Stettiner Bahnhof, 1951–1991: Nordbahnhof, 1991–2009: Zinnowitzer Straße) ist eine Station der U-Bahn-Linie U6 der BVG im Berliner Ortsteil Mitte des gleichnamigen Bezirks. Er befindet sich 4,60 Meter unter der Chausseestraße zwischen der Kreuzung Invalidenstraße und der Einmündung Zinnowitzer Straße. Bei der BVG wird er daher mit dem Kürzel Zw bezeichnet. Der Bau nach Plänen von Heinrich Jennen, Alfred Grenander und Alfred Fehse wurde 1913/1914 begonnen und nach dem Ersten Weltkrieg ab 1919 weitergeführt. Die Architekten entwarfen einen in Weiß gehaltenen Bahnhof mit Mittelbahnsteig, die Stationsschilder trugen eine gelbe Umrandung. Nach dem benachbarten Fernbahnhof der Berlin-Stettiner Eisenbahn (siehe: Berlin Nordbahnhof) wurde die neue unterirdische Station an der damaligen Nord-Süd-Bahn (1928–1966: Linie C, heute: U6) am 30. Januar 1923 als Stettiner Bahnhof eröffnet.
Von April bis Juli 1945 war der U-Bahnhof aufgrund von Kriegsschäden durch alliierte Luftangriffe geschlossen. 1951 wurde er in Nordbahnhof umbenannt, da aufgrund der politischen Gegebenheiten ab 1950 auch der ehemalige Stettiner Fernbahnhof nicht mehr den Namen der inzwischen zu Polen gehörenden Stadt Stettin trug. Vom 13. August 1961 bis zum 1. Juli 1990 war der Nordbahnhof für die U-Bahn-Linie U6 ein „Geisterbahnhof“; der einzige Halt in Ost-Berlin war der Bahnhof Friedrichstraße. Seit der kompletten Sanierung in den 1990er Jahren – unter anderem baute die BVG einen Aufzug zur Invalidenstraße für die Barrierefreiheit ein und verlängerte die Bahnsteige auf 110 Meter – steht der Bahnhof unter Denkmalschutz.
Vom 3. Oktober 1991 an trug der Bahnhof den Namen Zinnowitzer Straße. Da diese jedoch selbst kaum eine Bedeutung besitzt, schlugen der Berliner Fahrgastverband IGEB und verschiedene Politiker im Jahr 2007 vor, den Bahnhof nach dem nahegelegenen Museum für Naturkunde in Museum für Naturkunde oder Naturkundemuseum umzubenennen. Eine Umbenennung wurde nach längerer Diskussion bereits für Dezember 2008 angekündigt, dann aber verschoben. Ab 30. Dezember 2008 stellte die Berliner Firma Wall AG im Vorgriff auf die Umbenennung sieben Werbeflächen im U-Bahnhof zur Verfügung, auf denen das Museum für Naturkunde großformatige Fotos von Objekten aus seinen Beständen zeigte. Zum Fahrplanwechsel der BVG am 13. Dezember 2009 erfolgte dann die Umbenennung in Naturkundemuseum.

## Anbindung
| Linie | Verlauf |
| ----- | --- |
|       | Alt-Tegel – Borsigwerke – Holzhauser Straße – Otisstraße – Scharnweberstraße – Kurt-Schumacher-Platz – Afrikanische Straße – Rehberge – Seestraße – Leopoldplatz – Wedding – Reinickendorfer Straße – Schwartzkopffstraße – Naturkundemuseum – Oranienburger Tor – Friedrichstraße – Unter den Linden – Stadtmitte – Kochstraße – Hallesches Tor – Mehringdamm – Platz der Luftbrücke – Paradestraße – Tempelhof – Alt-Tempelhof – Kaiserin-Augusta-Straße – Ullsteinstraße – Westphalweg – Alt-Mariendorf |

Der Bahnhof wird von der Linie U6 bedient. Es bestehen Umsteigemöglichkeiten zu den Straßenbahnlinien M5, M8, M10 und 12 sowie zu den Nachtbuslinien N6 und N40 der BVG.